# Toronto Blue Jays
A Toronto Blue Jays egy kanadai baseballcsapat, székhelyük az Ontario állam béli Toronto. A Major League Baseballban, az Amerikai Liga Keleti csoportjában játszanak.

## Történet

### Alapítás, kezdeti időszak
A csapatot 1976-ban hozták létre és egyike volt az 1977-ben az Amerikai Ligához csatlakozó csapatoknak (a másik a Seattle Mariners volt). Torontóban már korábban is működött csapat, így potenciális MLB városként tartották számon. A Toronto Maple Leafs 1896-1967-ig működött, igaz akkor még csak minor league szinten (az MLB utánpótlás bajnoksága) az International League elnevezésű bajnokságban. 1976-ban a San Francisco Giants vezetői elgondolkodtak egy esetleges költözésen, és bár az üzlet nem jött létre, arra elég volt, hogy felújítsák az Exhibition Stadiont, ahol a Toronto Argonauts nevű amerikaifutball-csapat játszott. A felújítás után már baseball mérkőzések lebonyolítására is alkalmassá vált a pálya.

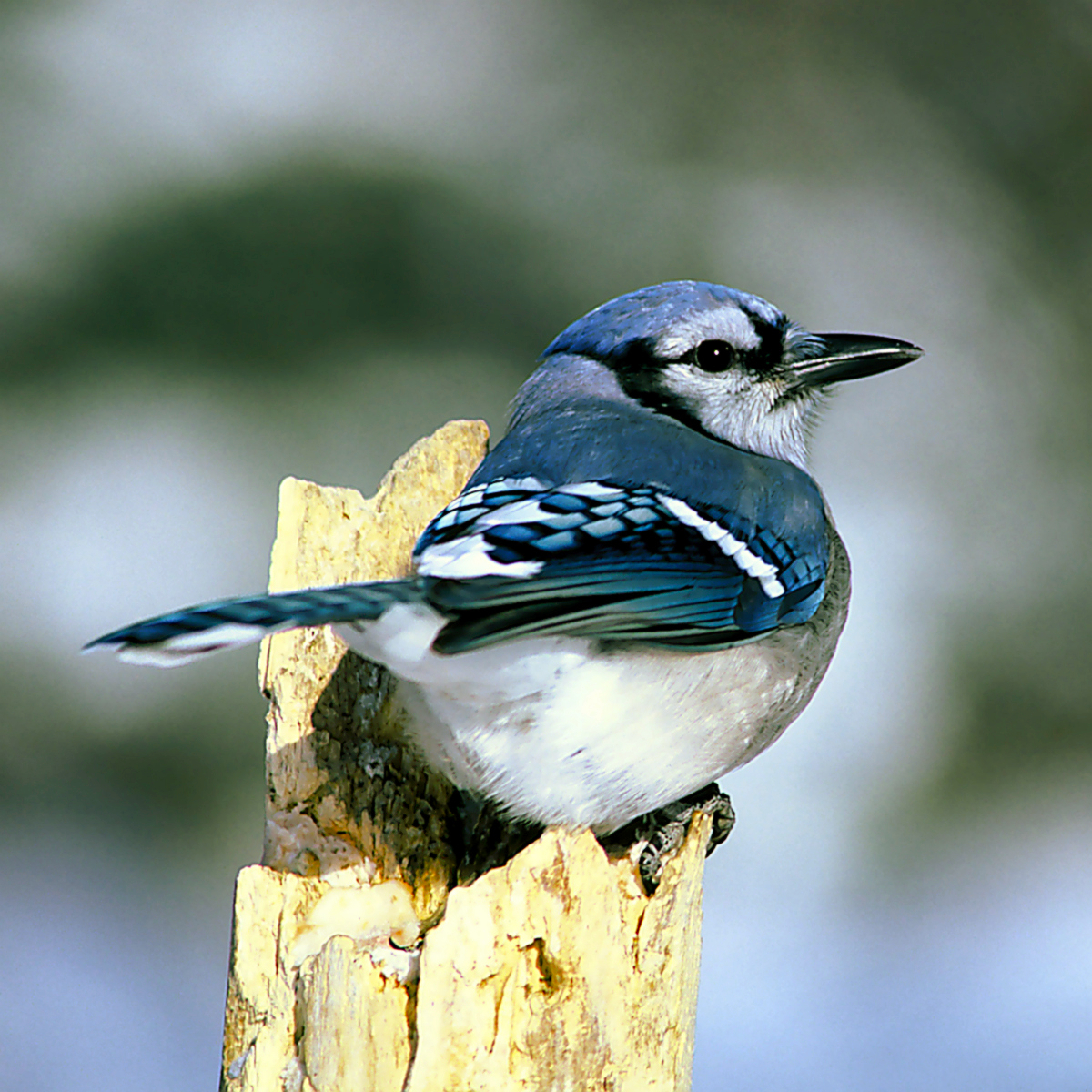
A névadó madár

A csapat jogait a Labatt Breweries sörgyár birtokolta, kisebbségi tulajdonos volt még az Imperial Trust és a Kanadai Kereskedelmi Bank. A Blue Jays (Kék szajkók) nevet Ontario korábbi elnökétől, John Robartstól kapták, aki a csapat igazgatótanácsának volt tagja. Saját elmondása szerint, egy reggeli készülődésnél elgondolkodott, majd így mesélte el: „Ma reggel borotválkozás közben láttam egy kék szajkót az ablakomban. Érdekes név ez a blue jay, gondoltam.” Ez volt az első alkalom, hogy szóba került a Blue Jays elnevezés. És mivel passzolt Toronto hagyományaihoz, hiszen a város sportszíne tradicionálisan a kék volt – mióta az Argonauts ezt választotta magának 1873-ban – hamar támogatókra is talált.
Első mérkőzésüket 1977. április 7-én a Chicago White Sox csapata ellen játszották és nyertek 9-5 arányban a kissé havas mérkőzésen. A szezon további része már nem volt ennyire fényes, első nekifutásra 54-107-es mutatóval a csoport utolsó helyén végeztek.
A következő 3 évben sem sikerült a csapatnak elérnie a bűvös 70 győzelmes határt, viszont 1978-ban Alfredo Griffin révén egy Rookie of the Year díjat azért sikerült szerezniük. 1981-ben sztrájk miatt nem fejeződött be a szezon, de az addig elért 37-69-es mutató alapján ez az év sem hozott volna áttörést.

### 1982–1988
1982-ben aztán áttörés következett be az eddigi szezonokhoz képes, mely az új menedzser, Bobby Cox személyének köszönhető. Az új edző az első évben 78-84-es mutatót ért el, ami az akkor még csak két csoportra osztott Amerikai Ligában a 6. helyhez volt elegendő. 1983-ban tovább fejlődött a csapat, és mindössze 9 győzelemmel maradtak le az akkor World Seriest nyerő Baltimore Orioles mögött, alapszakasz béli teljesítményük 89-73 lett, amit a rá következő évben sikerült megismételni. 1984-ben ez a mutató a második helyhez volt elég, de még mindig nem ért rájátszást a csapatnak. A csoportjukban mindössze két győzelemmel többet szerző Detroit Tigers végzett az első helyen. A szezon végén Alfredo Griffin az Oakland Athleticshez szerződött, helyére egy fiatal dominikai játékost Tony Fernandezt szerződtették, aki hamar a közönség kedvence lett és maradt is egész karrierje során.
1985-ben megszületett az első csoport győzelem, 99-62-es (máig csapatrekord) mutatóval végeztek a csoport első helyén. Az Amerikai Liga döntőjében a Kansas City Royals ellen mérkőztek és bár 3-1-re vezettek az egyik fél 4. győzelméig tartó sorozatban, nem sikerült megnyerniük, mert a Royals egy 3 győztes meccses rohammal végül 4-3-ra nyerni tudott, így bejutott a döntőbe és meg is nyerte eddigi egyetlen World Seriesét.
1986-ban nem sikerült megismételni a remek szereplés, a csoport 4. helyén végeztek 86-76-os mutatóval. 1987-ben a csapat fennállásának második legjobb mutatóját érték el (96–66), és az alapszakasz végéig versenyben voltak az első helyért, ráadásul maguk dönthettek volna sorsukról, hiszen a másik esélyes Detroit Tigers ellen játszották az utolsó két mérkőzésüket, de a Tigers mindkettőt megnyerte, és ezzel a csoport bajnoki címét is megszerezte. Ebben az évben George Bell lett az Amerikai Liga MVP-je, aki a csapat első és egyben máig utolsó ilyen díjazottja. Az 1988-as szezonban holtversenyben 3. helyen végeztek a Milwaukee Brewers-el.

### 1989–1991

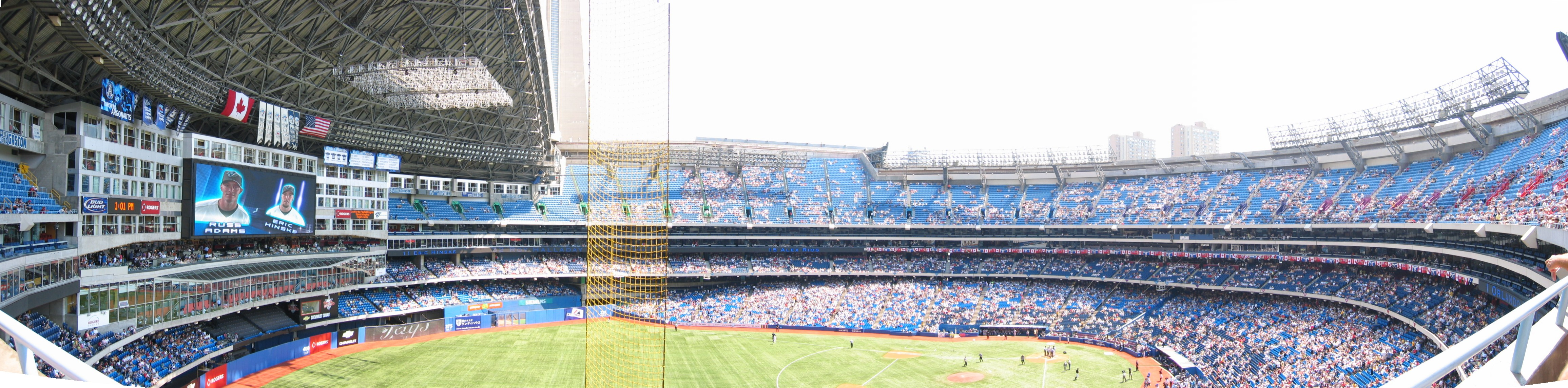
A Sky Dome panoráma képe, nyitott tetővel

Az 1989-es bajnoki szezon közepén átadták az új, elhúzható tetejű fedett stadiont, a Sky Dome-ot. A beruházás 570 millió dollárból valósult meg és egy stadionban adott otthont a baseball, amerikaifutball és kosárlabda csapatoknak. Amikor baseball mérkőzést tartanak, akkor 50,516 néző befogadására alkalmas. Az első mérkőzést 1989. június 5-én játszották itt, a Blue Jays 5-3-ra kapott ki a Milwaukee Breewers ellenében. A szezont 12-24-es mutatóval kezdték, ami az akkori menedzser, Jimy Williams állásába került. Helyére Cito Gastont nevezték ki, akivel szárnyra kapott a csapat és a maradék meccseken 77-49-es eredményt ért el. Az új edző rögtön Amerikai Liga döntőbe vezette a csapatot, ám ott a Rickey Henderson által vezetett – aki World Series MVP is lett – Oakland Athletics 4-1-re legyőzte őket.
1990-ben ismét keményen küzdött a csapat, de 2 győzelem hiányzott a végén az élen végzett Boston Red Soxal szemben. A szezon végén a csapat történetének eddigi legnagyobb értékű játékos cseréjét hajtották végre a San Diego Padres csapatával. Elcserélték Tony Fernandezt és Fredd McGrifft, Joe Carterért és Roberto Alomarért. Egy új középkülsőst is beszerzett a csapat Devon White személyében. A csere és az új igazolás hasznosnak bizonyult, ismét sikerült megnyerni a csoportot, de mint már annyiszor a döntőbe jutás nem jött össze, a Minnesota Twins ellenében kaptak ki 4-1-re.
A csapat iránti érdeklődést jól jellemzi, hogy az első olyan csapat lettek, ahol a szurkolók száma meghaladta a 4 milliót egy évben. A három év eredménye:
- 1989: 89 győzelem – 73 vereség, W%- 0.549, AL Kelet győztesek
- 1990: 86 győzelem – 76 vereség, W%- 0.531, 2 győzelem hátránnyal csoport 2.
- 1991: 91 győzelem – 71 vereség, W%- 0.562, AL Kelet győztesek

### A World Series győzelmek (1992, 1993)
Mikor az 1991-es szezon véget ért a Blue Jays leigazolta a Minnesota Twins csapatát World Series győzelemre vezető kezdő dobót, Jack Morrist. Morris a döntő 7. mérkőzésén 10 inning alatt nem kapott pontot (shutout), és le sem kellett cserélni, ezzel a teljesítménnyel joggal kapta meg a World Series MVP címet. A támadósor megerősítésére pedig kiszemelték a veterán (ekkor 40 éves) Dave Winfieldet, aki a helyettesítő ütő (designated hitter) szerepkörbe került. Az 1992-es alapszakaszban 96-66-os eredménnyel ismét a keleti csoport élén végeztek. A döntőben az Oakland Athletics csapata ellen léptek pályára, ahol nagy izgalmak közepette végül is győzni tudtak 4-2 arányban. A döntőben a korábbi edzőjük, Bobby Cox által vezetett Atlanta Braves volt az ellenfél. A Blue Jays 4-2-re tudott győzni ellenük is, így megszerezték a csapat első World Series győzelmét.
1993-ra olyan erős csapatot építettek, hogy az augusztusi All Star gálán 7 játékosuk is szerepelt. Ráadásul augusztusban leigazolták a korábban vesztüket okozó Rickey Hendersont Oaklandból. A szezon végére 95-67-es mutatót produkáltak, a második helyezett New York Yankees csapata 7 győzelemmel maradt le tőlük, így sorozatban a 3. csoport győzelmüket is behúzták. A Liga döntőben a Chicago White Sox ellen nyertek 4-2-re, majd a nagy döntőben a Philadelphia Phillies ellen szintén 4-2-re. A döntő 6. mérkőzésén az utolsó játékrészben még a Phillies vezetett 6-5 arányban, ám Joe Carter 3 pontos hazafutásával megnyerték a mérkőzést (walk-off home run) és ezzel a döntőt is. Az MLB történetében máig ez az egyetlen ilyen győztes hazafutás a 9. játékrész aljában, amivel egy csapat megnyerte a World Seriest. A csapat erősségét az is jól mutatja, hogy az alapszakasz végén a három legjobb ütőjátékos innen került ki (John Olerud, Paul Molitor, Roberto Alomar).

### A Gord Ash éra (1994–2001)
Az 1994-es szezonban a sztrájk kezdetéig 55-60-as mutatót ért el a csapat, ez a csoport 3. helyére volt elegendő, és valószínű, hogy a két egymás után megnyert bajnoki címet nem követte volna újabb. Az 1995-ös bajnokság kezdete előtt a korábbi igazgató, Patt Gilic nem hosszabbította meg a szerződését, helyét Gord Ash vette át. Eközben a Labbat Breweries sörgyárat megvásárolta egy belga sörgyártó cég, így a Blue Jays lett a második olyan csapat, amelynek tulajdonosai nem USA béliek (a másik ilyen csapat a Seattle Mariners, ahol a Nintendo cég a fő tulajdonos.) A szezon végére a csapat egyik legrosszabb mutatóját produkálták 56-88-cal, ami a csoport utolsó helyéhez volt elég, és 30 győztes mérkőzéssel maradtak el a csoportelső Boston Red Soxtól. A következő szezon már jobban sikerült, Pat Hentgens (dobó) megnyerte a Cy Young díjat, de a megnyert 74 mérkőzés csak negyedik helyet ért. Az 1997-es szezonnak nagy reményekkel indultak neki, a Boston Red Soxtól leigazolták Roger Clemenst, aki ebben az évben Triple Crownt ért el dobásban, de ez is kevés volt, a végére 76-86-tal ismét a csoport utolsó helyére kerültek. Három év alatt ez volt a második csoport utolsó helyezésük, így kénytelenek voltak megválni a korábban két World Series győzelmet szerző edzőjüktől Cito Gastontól. Az új edző munkája nem tartott sokáig, még a tavaszi felkészülés során meg is váltak tőle (Tim Johnson), a bajnokságban már Jim Fregosi irányította a csapatot, aki korábban a Blue Jays ellen vesztett World Seriest a Philadelphia Phillies csapatával. Igaz a támadósoruk remekelt, az időközben eladott Clemens nélkül a dobósor nem volt túl erős, így csak a harmadik helyet szerezték meg a csoportban 84-78-cal. 2000-ben újabb igazolásokkal erősítették meg az eddig sem túl gyenge támadósorukat, ám a végén éppen hogy lecsúsztak a rájátszást érő második helyről. 7 játékosuk is 20 hazafutás felett végzett, a legkiemelkedőbb Carlos Delgado 41 elért hazafutása volt. Szeptemberben új tulajdonosa lett a csapatnak, a Rogers Communications Inc. a jogok 80%-át vásárolta fel. A 2001-es évben ismét új edzővel szerepeltek, a korábbi elfogó, majd riporter Buck Martinez vezette a csapatot, de ismét 50% alatt végeztek 80-82-vel. Ez a szereplés Gord Ash állásába került, aki a 7 év alatt nem tudott komolyabb eredményt elérni a csapattal.

### 2002-től napjainkig
A 2002-es szezon nagyon döcögősen indult, 20-33-as eredményük Buck Martinez állásába került, helyére a korábbi hármasbázis edző Carlos Tosca került. Az új edzővel 58-51-et értek el, ami összességében 78-84-et jelentett a csapatnak. A szezon közepe táján már a következő bajnokság fényében fiatalításba kezdtek, eladták Raul Mondesit a Yankeesnek, helyére több fiatalt szerződtettek, köztük a 2002-es Rookie of the Year díj győztes Eric Hinsket és a 23 éves kiváló középkülsőst Vernon Wellst. A következő szezonban igazolódni látszott a vezetők elgondolása, bár áprilisban még akadozott a gépezet májusban a csapat fennállásának legjobb eredményét érték el. Ez a május a végelszámolásnál ismét csak harmadik helyet ért a csoportban, nem sokkal előzte meg őket az akkori második Boston Red Sox. 2004-et egy komolyabb sérüléshullámmal és 0-8-as mutatóval kezdték. A dobósorukat némileg meg tudták erősíteni, ám most a legjobb támadóik nélkül kellett volna eredményt elérni. Az augusztusban elszenvedett újabb 5 mérkőzéses vereség széria aztán Carlos Tosca állásába került, helyére most a korábbi egyesbázis edzőt John Gibbonst nevezték ki. A vége 67-94-es mutató lett. 2004 novemberében a klub tulajdonosa a Sky Dome tulajdonosává is vált, a stadion új neve Rogers Centre lett. A 2005-ös bajnoki szezon remekül indult, sokáig a csoport élén állt a Blue Jays, ám augusztus végére ismét 50% körüli mutatóval rendelkeztek. Július 28-án a csapat történetének leghosszabb meccsén tudtak nyerni 2-1-re. A mérkőzés 18 inninges volt, és közel 5 órán keresztül tartott. A bajnokság végén 80-82-es mutatóval a csoport 3. helyén végeztek. 2006-ban ismét felcsillant a remény a play offra (rájátszás) mivel a csoportban a 2. helyen végeztek, de mivel a második helyezettek közül csak a legjobb játszhat a döntőért, lemaradtak erről a lehetőségről, pedig szeptemberben 18-10-es mutatót értek el. Ebben az évben a legjobb második a Detroit Tigers lett 95-67-el, míg a Blue Jays csak 87-75-öt teljesített. A 2007-es évben a veterán Frank Thomas elérte karrierjében az 500. hazafutást, Aaron Hill pedig csapatrekordot állított fel kétbázisos ütésekben 42-vel. Bár mindent megtettek a csapat megerősítse céljából a csoport két nagyágyújával nem vehették fel a versenyt (New York Yankees, Boston Red Sox) és ismét a harmadik helyen zártak 83-79-cel.

## Csapatjelképek
- Mez színek: fehér, kék, ezüst, grafitszürke, fekete
- Emblémák:
  - Sapka embléma: Egy stilizált "J" betű amiből egy Kék szajkó fej bújik elő.
  - Csapat embléma: Jays felirat, amiből szintén a Kék szajkó feje tűnik elő.
- A csapat mottója: "It's Always Game Time" (Mindig játék idő van)
- Kabalafigura: Ace, egy ember formájú Kék szajkó.

## Döntőbeli szereplések
| Év   | Alapszakasz eredmény | Döntőbeli eredmények                                                         |
| ---- | -------------------- | ---------------------------------------------------------------------------- |
| 1992 | 96-66                | World Series győztes. A döntőben az Atlanta Braves-t verte meg 4-2-re.       |
| 1993 | 95-67                | World Series győztes. A döntőben a Philadelphia Phillies-t verte meg 4-2-re. |

## Blue Jays játékosok a Hírességek Csarnokában
A mai napig még nem került be olyan játékos a Hírességek Csarnokába, aki kifejezetten a Blue Jaysnél elért eredményei miatt díjaznának ezzel. A Hall of Fame tagjai és a Blue Jaysben is szerepeltek:
- Phil Niekro, dobó (1987)
- Dave Winfield, DH, külső védő (1992)
- Paul Molitor, DH, (1993–1995)

A Hírességek Csarnokában található még Bobby Doerr, a Boston Red Sox egykori kettes védője, aki a kezdeti években edzőként tevékenykedett a csapatnál, valamint Early Wynn (300 győztes mérkőzéses dobó) aki az első pár évben tévés kommentátorként dolgozott Torontóban.

## Visszavont mezszámok
- 42 Jackie Robinson, a teljes Major Leagueből visszavonták

### Level of Excellence
A Blue Jays nem vonultat vissza mezszámot (kivéve a 42-est, amit a teljes MLB-ből visszavontak), helyette létrehozták a "Level of Excellence" elnevezésű díjat. A következő személyek lettek eddig díjazva:
- 1 Tony Fernandez, shortstop (1983–1990, 1993, 1998–1999, 2001)
- 11 George Bell, balkülsős (1981–1990)
- 29 Joe Carter, jobbkülsős, egyes védő (1991–1997)
- 37 Dave Stieb, dobó (1978–1992, 1998)
- 43 Cito Gaston, menedzser (1989–1997)
- Pat Gillick, vezető menedzser (1977–1995)
- 4306 Tom Cheek, kommentátor (1977–2005)

### A 4306-os szám
Ezt a számot Tom Cheek tiszteletére vonták vissza, aki a Blue Jays rádiós kommentátora volt 1977. április 7-től. 4306 közvetített mérkőzés után, 2004. június 3-án, édesapja halála miatt megszakadt ez a sorozat. Később agydaganatot fedeztek fel nála, amit kezelni kellett, így visszatérése után már csak hazai mérkőzéseket közvetített. Egy évvel később 2005. október 9-én hunyt el.

## Érdekességek
- 1993-as World Series győzelmük máig az egyetlennek számít, amit Amerikai Egyesült Államokon kívül nyertek meg.
- 1987-ben a Blue Jays felállította az egy mérkőzésen ütött legtöbb hazafutás kategóriájában, az Orioles ellen 10 hazafutást értek el.

## Külső hivatkozások
- Toronto Blue Jays hivatalos honlap
- Évenkénti eredmények Archiválva 2006. október 24-i dátummal a Wayback Machine-ben
- Toronto Blue Jays története Archiválva 2008. május 16-i dátummal a Wayback Machine-ben
- CBC Digital Archives – Major League Baseball Comes to Canada